# Terebella lewesiensis
Terebella lewesiensis är en ringmaskart som beskrevs av Davies 1879. Terebella lewesiensis ingår i släktet Terebella och familjen Terebellidae. Inga underarter finns listade i Catalogue of Life.